# Cirencester Castle

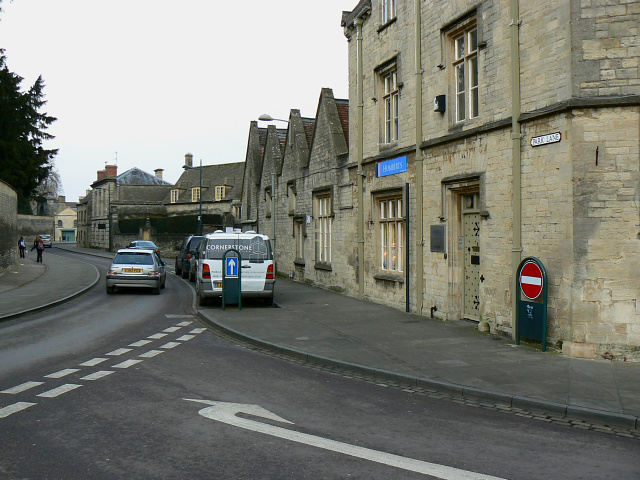
Heute ist der Standort des ehemaligen Cirencester Castle mit Wohngebäuden bebaut.

Cirencester Castle war eine Burg in der Stadt Cirencester in der englischen Grafschaft Gloucestershire.
Die Burg wurde ursprünglich im 11. Jahrhundert aus Holz erbaut. 1107 wurde ein steinerner Donjon hinzugefügt. Die Burg war von vorwiegend lokaler Bedeutung, da sie sehr klein war. Im Bürgerkrieg der Anarchie im 12. Jahrhundert wurde die Burg in den ersten Jahren des Konflikts von Robert, 1. Earl of Gloucester, für die Sache der Kaiserin Matilda eingenommen. 1142 nahmen die Truppen von König Stephan die Burg in einem Überraschungsangriff ein und setzten sie anschließend in Brand.
Die weitere Geschichte ist unter den Geschichtswissenschaftlern strittig. Die meisten Historiker im 19. Jahrhundert meinten, dass William de la Dive, ein Gefolgsmann von Robert de Beaumont, 2. Earl of Leicester, und dann Unterstützer der Kaiserin Matilda, die Burg anschließend wieder aufbauen ließ und hielt. Als Robert de Beaumont am Ende des Bürgerkrieges zu einer Übereinkunft mit König Stephan kam, überließ William de la Dive die Burg dem König. Während der Revolte der Barone gegen König Heinrich III. wurde die Burg erneut mit einer Garnison belegt und gegen den König eingesetzt. Als sie erneut von den königlichen Truppen eingenommen wurde, ordnete König Heinrich ihre endgültige Zerstörung an. Der Geschichtswissenschaftler E. A. Fuller führte aber 1890 an, dass diese spätere Geschichte die Folge einer Missinterpretation von Ortsnamen gewesen sei, und meinte, dass die Geschichte der Burg bereits mit ihrer Zerstörung 1142 endete.